# Autrey-le-Vay
Autrey-le-Vay is een gemeente in het Franse departement Haute-Saône (regio Bourgogne-Franche-Comté) en telt 77 inwoners (2011). De plaats maakt deel uit van het arrondissement Lure.

## Geografie
De oppervlakte van Autrey-le-Vay bedraagt 2,8 km², de bevolkingsdichtheid is dus 27,5 inwoners per km².
De onderstaande kaart toont de ligging van Autrey-le-Vay met de belangrijkste infrastructuur en aangrenzende gemeenten.

## Demografie
Onderstaande figuur toont het verloop van het inwonertal (bron: INSEE-tellingen).